# COICOP
Il COICOP (Classification of Individual COnsumption by Purpose, classificazione dei consumi individuali secondo lo scopo) è uno standard internazionale messo a punto dalla Divisione Statistica delle Nazioni Unite che viene usato, tra l'altro, per l'elaborazione degli indici dei prezzi al consumo.
Si individuano 14 capitoli di spesa, i primi 12 relativi ai consumi delle famiglie, uno relativo ai consumi individuali delle istituzioni sociali private al servizio delle famiglie, l'ultimo a quelli delle amministrazioni pubbliche.
Ciascun capitolo è articolato in categorie, ciascuna delle quali è a sua volta articolata in gruppi.
I primi 12 capitoli e le relative categorie, come denominati dall'ISTAT, sono:
1. prodotti alimentari e bevande analcoliche (generi alimentari, bevande analcoliche);
2. bevande alcoliche e tabacchi (bevanche alcoliche, tabacchi);
3. abbigliamento e calzature (abbigliamento, calzature);
4. abitazione, acqua, elettricità e combustibili (affitti reali, riparazione e manutenzione dell'abitazione, altri servizi per l'abitazione,[3] elettricità e combustibili[4]);
5. mobili, articoli e servizi per la casa (mobili tappeti e articoli di arredamento, prodotti tessili per la casa, elettrodomestici ed altri apparecchi per la casa, cristalleria vasellame e utensili, strumenti e attrezzi per la casa ed il giardino, beni e servizi per manutenzione ordinaria casa);
6. servizi sanitari e spese per la salute (medicinali e prodotti farmaceutici, servizi medici non ospedalieri, servizi ospedalieri);
7. trasporti (acquisto mezzi di trasporto, spese di esercizio dei mezzi di trasporto,[5] servizi di trasporto[6]);
8. comunicazioni (servizi postali, apparecchiature e materiale telefonico, servizi telefonici);
9. ricreazione, spettacoli e cultura (apparecchi audio-visivi e fotografici, altri beni durevoli per ricreazione e cultura,[7] altri articoli per ricreazione,[8] servizi ricreativi,[9] libri giornali e cancelleria, pacchetti vacanza tutto compreso);
10. istruzione (istruzione pubblica e privata);
11. servizi ricettivi e di ristorazione (pubblici esercizi e mense, alberghi e altri servizi di alloggio);
12. altri beni e servizi (beni e servizi per l'igiene, servizi personali,[10] spese di assistenza,[11] servizi assicurativi, servizi finanziari, altri servizi).